# Бунина, Ирина Алексеевна
Ирина Алексеевна Бунина (укр. Ірина Олексіївна Буніна, 17 августа 1939, Магнитогорск, Челябинская область — 9 июля 2017, Киев) — советская и украинская актриса театра и кино, народная артистка Украины (1992).

## Биография
Родилась 17 августа 1939 года в городе Магнитогорске Челябинской области.
В 1961 году окончила Московское театральное училище им. Б. Щукина, после чего с 1961 по 1966 год играла в Московском академическом Театре имени Евгения Вахтангова.
В 1966 году переехала в город Киев, где играла в Киевском национальном русском драматическом театре имени Леси Украинки и снималась на Киевской киностудии имени А. Довженко.
Умерла 9 июля 2017 года в Киеве после продолжительной тяжёлой болезни.
Прощальная церемония состоялась 12 июля. Похоронена в колумбарии Байкового кладбища, 17-й участок.

## Семья
- Отец — актёр Алексей Бунин
- Мать — актриса Клавдия Бунина
- Первый муж — актёр Николай Гриценко
- Дочь — актриса Анастасия Сердюк (дочь актёра Леся Сердюка)[9]

## Театральные роли

### Театр имени Е. Б. Вахтангова
- «Живой труп» (пьеса Льва Толстого) — Маша

### Театр имени Леси Украинки
- «Варвары» (пьеса Максима Горького) — Монахова Надежда Поликарповна
- «Поздняя любовь» (пьеса А. Н. Островского) — Лебёдкина
- «Власть тьмы» (пьеса Льва Толстого). Режиссёр: Б. В. Эрин — Анисья
- «ОБЭЖ» Бранислава Нушича
- «Бумажный патефон»
- «Горе от ума» А. С. Грибоедова
- «Рождественские грёзы» (по пьесе Надежды Птушкиной «Пока она умирала…»)[10]. Режиссёр: Ирина Дука — бабушка-мать

## Фильмография
- 1959 — Отчий дом — почтальон
- 1960 — Люблю тебя, жизнь! — Груня
- 1961 — Артист из Кохановки — Марина Грицук
- 1964 — Мать и мачеха — агроном
- 1964 — Верьте мне, люди — Нина
- 1966 — Два года над пропастью — Наннет Севастьянова
- 1969 — Каждый вечер в одиннадцать — Катя
- 1970 — Африканыч — Катерина, жена Африканыча
- 1972 — Ура! У нас каникулы! / Hurra, wir haben Ferien! (СССР, ГДР) — учительница
- 1972 — Самый последний день — Вера Кукушкина
- 1973 — Вечный зов — Лушка Кашкарова, любовница Кафтанова
- 1973 — Каждый вечер после работы — Лидия Ивановна Рокотова, директор школы
- 1973 — Абитуриентка — Елена Васильевна
- 1975 — Мои дорогие — Лида
- 1976 — Тревожный месяц вересень — Варвара
- 1977 — Воспоминание…
- 1977 — Собственное мнение — Бодренкова, работница сборки
- 1979 — Поездка через город (киноальманах) — Любовь под псевдонимом
- 1979 — Белая тень — Липёха
- 1979 — Семейный круг — Полина Юрьевна, председатель суда
- 1980 — Странный отпуск — ревизор
- 1981 — Старые письма — Вера
- 1981 — Женщины шутят всерьёз — «Крыша», сотрудница НИИ
- 1982 — Житие святых сестёр — попадья
- 1982 — Грачи — Галина Грач
- 1983 — Не было бы счастья… — жена солидного мужчины
- 1983 — Миргород и его обитатели — Агафья Федосеевна
- 1983 — Водоворот — Ульяна
- 1984 — День рождения (короткометражный)
- 1985 — На крутизне — Нюрка
- 1986 — Премьера в Сосновке — Антонина
- 1986 — Мост через жизнь
- 1986 — Дом отца твоего — Ульяна
- 1989 — Мои люди — Тамара
- 1999 — День рождения Буржуя (Украина-Россия) — соседка Веры
- 1999 — Аве Мария / «Аве Марія» (Украина)
- 2001 — Леди Бомж — Салтыкова
- 2002 — Бабий Яр — Полина
- 2002 ― Кукла
- 2004 — Русское лекарство — Романова Анастасия Николаевна, главврач
- 2004 — Пепел Феникса
- 2005 — Братство (Украина)
- 2005 — Миф об идеальном мужчине. Детектив от Татьяны Устиновой (Украина) — приёмная мать Сергея Мерцалова
- 2006 — Возвращение Мухтара (8-я серия — «С днём рождения, дедушка!») — Варвара
- 2006 — Седьмое небо (Россия, Украина)
- 2008 — Возвращение Мухтара (65-я серия — «Цвет зависти») — Галина Ивановна
- 2010 — Возвращение Мухтара (67-я серия — «Осторожно, бабушка») — Лариса Леонидовна, бабушка Василисы Михайловой
- 2011 — Белые розы надежды — Варвара Степановна Ермолаева
- 2014 — Дом с лилиями — матушка Серафима

## Награды и признание
- Заслуженная артистка Украинской ССР (1974).
- Народная артистка Украины (1992)[2][3][4][5].
- Лауреат премии «Киевская пектораль» (2009) в номинации Оргкомитета «За весомый вклад в развитие театрального искусства»[4].